# Luis Trujillo Alday
Luis Trujillo Alday (Tijuana, Baja California, México, 3 de diciembre de 1993) es un futbolista mexicano, juega como defensa y su actual equipo es el Club Real Potosí de la Primera División de Bolivia.

## Trayectoria

### Real Potosí
El 7 de marzo de 2021 se hace oficial su llegada al Club Real Potosí de la Primera División de Bolivia.

## Estadísticas
Actualizado al último partido jugado el 12 de diciembre de 2021.
| C. Tijuana · México                                     | 2ª            | 2011          | 1   | 0 | -  | - | - | - | 1   | 0 |
| C. Tijuana · México                                     | 1.ª           | 2011-12       | 0   | 0 | 1  | 0 | - | - | 1   | 0 |
| C. Tijuana · México                                     | 1.ª           | 2012-13       | 0   | 0 | 2  | 0 | - | - | 2   | 0 |
| C. Tijuana · México                                     | 1.ª           | 2013-14       | 0   | 0 | 1  | 0 | - | - | 1   | 0 |
| C. Tijuana · México                                     | Total club    | Total club    | 1   | 0 | 4  | 0 | 0 | 0 | 5   | 0 |
| Dorados de Sinaloa · México                             | 2ª            | 2014          | 0   | 0 | 7  | 0 | - | - | 7   | 0 |
| Dorados de Sinaloa · México                             | 2ª            | 2014-15       | 14  | 0 | 7  | 0 | - | - | 21  | 0 |
| Dorados de Sinaloa · México                             | 2ª            | 2016-17       | 10  | 1 | 8  | 0 | - | - | 18  | 1 |
| Dorados de Sinaloa · México                             | Total club    | Total club    | 24  | 1 | 22 | 0 | 0 | 0 | 46  | 1 |
| Cafetaleros de Tapachula · México                       | 2ª            | 2015-16       | 12  | 0 | 9  | 0 | - | - | 21  | 0 |
| Cafetaleros de Tapachula · México                       | Total club    | Total club    | 12  | 0 | 9  | 0 | 0 | 0 | 21  | 0 |
| Tuxtla FC · México                                      | 3ª            | 2017-18       | 31  | 0 | -  | - | - | - | 31  | 0 |
| Tuxtla FC · México                                      | Total club    | Total club    | 31  | 0 | 0  | 0 | 0 | 0 | 31  | 0 |
| D. Coras · México                                       | 3ª            | 2018          | 26  | 1 | -  | - | - | - | 26  | 1 |
| D. Coras · México                                       | 3ª            | 2019          | 19  | 1 | -  | - | - | - | 19  | 1 |
| D. Coras · México                                       | Total club    | Total club    | 45  | 2 | 0  | 0 | 0 | 0 | 45  | 2 |
| C. Real Potosí · Bolivia                                | 1ª            | 2021          | 27  | 0 | -  | - | - | - | 27  | 0 |
| C. Real Potosí · Bolivia                                | Total club    | Total club    | 27  | 0 | 0  | 0 | 0 | 0 | 27  | 0 |
| Total carrera                                           | Total carrera | Total carrera | 140 | 3 | 35 | 0 | 0 | 0 | 175 | 3 |
| (1)Incluye datos de la Copa México. (2)Incluye datos de |               |               |     |   |    |   |   |   |     |   |